# بحيرة هوائية
البحيرة الهوائية أو 'البركة الهوائية ('بالانجليزية: Aerated lagoon) هي نظام بسيط لمعالجة مياه الصرف الصحي يتكون من بركة مع تقنية تهوية اصطناعية لتعزيز الأكسدة البيولوجية لمياه الصرف الصحي (أي زياة نسبة الأكسجين في مياه الصرف الصحي بمعاونة الكائنات الحية الدقيقة لغاية استصلاحها).
هناك العديد من العمليات البيولوجية الهوائية الأخرى لمعالجة مياه الصرف الصحي، على سبيل المثال الحمأة المنشطة، المرشحات المتقطعة، الملامسات البيولوجية الدوارة، والمرشحات الحيوية.
وتشترك جميع هذه العمليات في استخدام الأكسجين (أو الهواء) والنشاط الميكروبي (الميكروبات) لتقليل الملوثات في مياه الصرف الصحي.

## أنواع
- البحيرات المختلطة المعلقة، حيث يكون هناك طاقة أقل توفرها معدات التهوية للحفاظ على الحمأة في حالة تعليق.[5]
- البحيرات الاختيارية، حيث توجد طاقة غير كافية توفرها معدات التهوية للحفاظ على الحمأة في حالة تعليق ومن ثم تستقر المواد الصلبة من الحمأة على أرضية البحيرة. ثم تتحلل المواد الصلبة القابلة للتحلل في الحمأة المستقرة بالأسفل، كما هو الحال في البحيرة اللاهوائية.

### النوع الأول «البحيرات المختلطة المعلقة»
يسير هذا النوع من البحيرات عن طريق أنظمة الحمأة المنشطة حيث يكون للفضلات السائلة نفس تركيب السائل المختلط الموجود داخل البحيرة. عادة ما يكون للحمأة زمن مكوث أو «عمر الحمأة» من 1 إلى 5 أيام. وهذا يعني أن الطلب الكيميائي على الأكسجين (COD) الذي تمت إزالته قليل نسبيًا، وبالتالي فإن النفايات السائلة غير مقبولة للتصريف في المياه المستقبلة. وبالتالي فإن الهدف من البحيرة هو العمل كمضخم مدعوم بيولوجيًا مما يجعلها قادرة على تحويل المواد العضوية القابلة للتحلل والذوبان في المياه الداخلة إلى كتلة حيوية قادرة على الاستقرار على شكل حمأة. عادة يتم وضع النفايات السائلة في بركة ثانية حيث يمكن أن تستقر الحمأة بالأسفل. يمكن بعد ذلك إزالة النفايات السائلة من الأعلى بأكسجين كيميائي منخفض (COD)، بينما تتراكم الحمأة على الأرض وتخضع للتثبيت اللاهوائي.

## طرق تهوية البحيرات أو الأحواض
هناك العديد من الطرق لتهوية البحيرة أو الحوض:
- مهويات نفاثة مغمورة أو عائمة تعمل بمحرك
- مهويات سطح عائمة تعمل بمحرك
- مهويات سطح ثابتة تعمل بمحرك
- حقن الهواء المضغوط من خلال الناشرات المغمورة

### مهويات السطح العائمة

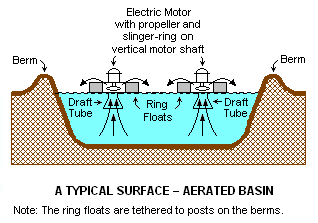
حوض مهوّى على السطح (باستخدام مهوّيات عائمة تعمل بالمحرك)

تحقق البرك أو الأحواض التي تستخدم مهوّيات أسطح عائمة (80 إلى 90٪) من إزالة الطلب الأوكسجيني البيولوجي (BOD) مع فترات احتجاز من 1 إلى 10 أيام.
قد يتراوح عمق الأحواض أو البرك من 1.5 إلى 5.0 أمتار.
في نظام التهوية السطحية، توفر أجهزة التهوية وظيفتين: تنقل الهواء إلى الأحواض التي تتطلب تفاعلات الأكسدة الحيوية، وتوفر الخلط المطلوب لفصل الهواء والاتصال بالمواد المتفاعلة (أي الأكسجين والمياه العادمة والميكروبات). عادةً، يتم تقييم أجهزة التهوية السطحية العائمة عالية السرعة لتوفير كمية هواء تعادل 1 إلى 1.2  كيلوجرام أوكسجين لكل كيلوواط (kg O2/ kWh). ومع ذلك، فإنها لا توفر الخلط الجيد الذي يتم تحقيقه عادةً في أنظمة الحمأة المنشطة وبالتالي لا تحقق الأحواض الهوائية نفس مستوى الأداء في وحدات الحمأة المنشطة.
** مع التهوية السطحية منخفضة السرعة، تكون كفاءة نقل الأكسجين القياسية (بالإنجليزية: Standard Oxygen Transfer Efficiency) أو "SOTE" أعلى بفضل قدرة الخلط الأفضل. تعتمد قدرة خلط المروحة هذه بشكل كبير على قطر المروحة. أي أن مهوية سطح منخفضة السرعة تقدم قطر عالي. لذلك فإن كفاءة نقل الأكسجين القياسية "SOTE" للهوايات السطحية منخفضة السرعة يتراوح من 2 إلى 2.5 كيلوجرام أوكسجين لكل كيلوواط (kg O2/ kWh). هذا هو السبب في أن أجهزة التهوية السطحية منخفضة السرعة تستخدم في الغالب في معالجة المياه العادمة أو مياه مخلفات الصناعة الا أن محطة معالجة المياه العادمة (WWPT) تكون أكبر ويكون فيها توفير الطاقة (والمال) موضوعاً مثيراً للاهتمام.
ان عمليات الأكسدة الحيوية عمليات حساسة لدرجة الحرارة، ويزداد معدل التفاعلات الحيوية مع زيادة درجة الحرارة بين (0 درجة مئوية و 40 درجة مئوية). تعمل معظم الأوعية الهوائية السطحية بين 4 و 32 درجة مئوية.

### التهوية المنتشرة المغمورة
الهواء المنتشر المغمور هو في الأصل شكل من أشكال شبكة الناشر داخل البحيرة. وهناك نوعان رئيسيان من أنظمة التهوية المنتشرة المغمورة لتطبيقات البحيرة: «الأنظمة الجانبية العائمة والأنظمة الجانبية المغمورة». يستخدم كلا النظامين ناشرات فقاعات اما دقيقة أو متوسطة لتوفير التهوية والخلط للمياه المعالجة. يمكن تعليق الناشرات فوق أرضية البحيرة بقليل أو يمكن وضعها في القاع تماماً. توفر الخطوط الطائرة المرنة أو خرطوم الهواء الثقيل الهواء لوحدة الناشر من أنظمة الهواء الجانبي (إما العائمة أو المغمورة).